# Andriej Chotiejew
Andriej Iwanowicz Chotiejew (ros. Андрей Иванович Хотеев; ur. 2 grudnia 1946 w Petersburgu, zm. 28 listopada 2021) – rosyjski pianista. Mieszkał w Niemczech.

## Życiorys
Urodzony w St. Petersburgu w 1946 roku. Pierwsze lekcje nauki na pianinie rozpoczął w wieku 5 lat. Andriej Chotiejew był studentem Konserwatorium Moskiewskiego w klasie prof. Lwa Naumowa. Przez lata występował na wielkich scenach muzycznych świata. W 2006 roku A. Chotiejew zrealizował jako solista, reżyser światła barw i obrazów oraz badacz, w Dużej Sali Hali Muzycznej w Hamburgu, wraz z Hamburską Symfoniką pod dyrekcją Andrzeja Boreyko, projekt łącząc dźwięki z barwami do utworu Aleksandra Skriabina „Prometeusz” i obrazy Kandinskiego do „Obrazków z wystawy” Musorgskiego. Występował w Polsce, Niemczech, Anglii, Hiszpanii, Belgii, Holandii i Francji. W swoim dorobku ma kilka płyt z utworami Musorgskiego, Czajkowskiego i Prokofjewa.

## Dyskografia

### CD
- Tchaikovsky: Piano Concert No. 3/Dumka 1993, Accord
- Tchaikovsky: The four piano concertos, Hungarian Gypsy Melodies, Allegro c-moll in original version. 3 CDs, 1998, KOCH-Schwann
- Russian songs: Rachmaninoff: 10 songs; Mussorgsky: Songs and Dances of Death; Scriabin: Piano Sonata No. 9 Black Mass with Anja Silja, soprano. Recording: Berlin, Jesus Christus Kirche, 2009, Sony/RCA Red Seal
- Tchaikovsky/Rachmaninoff: Sleeping Beauty/Dornröschen. Great Ballet-Suite for piano for four hands. Andrej Hoteev and Olga Hoteeva, piano. 2012, NCA
- „Pure Mussorgsky”: Pictures at an Exhibition & Songs and Dances of Death - played from the original manuscripts; Andrej Hoteev(piano) and Elena Pankratova(soprano). Berlin classics / Edel 2014[3]
- Wagner„Declarations of Love. Complete piano works and piano songs for Mathilde and Cosima:“Wesendonck- Sonata” Piano Sonata in a flat WWV 85 – “Sleepless”Music Letter for piano in G  - “Schmachtend”Piano Elegie for Cosima in A-flat - Wesendonck-Lieder 1. Version,1857/58 - “Vier weiße Lieder“,1868. Andrej Hoteev, piano; Maria Bulgakova, soprano Hänssler Classic HC16058  2017[4]
- „Tchaikovsky.The Seasons & Dumka“:" The Seasons,12 characteristic scenes” op. 37bis and „Dumka“ op.59. Andrej Hoteev (piano) Profil-Edition Günter Hänssler PH18088 2019[5]

### DVD
- Mussorgsky: Pictures at an Exhibition, 2001
- Prokofiew: Piano Sonata No. 6. (Op. 82), 2003